# Mont Belvieu (Texas)
Mont Belvieu es una ciudad ubicada en el condado de Chambers en el estado estadounidense de Texas. En el Censo de 2010 tenía una población de 3.835 habitantes y una densidad poblacional de 96,56 personas por km².

## Geografía
Mont Belvieu se encuentra ubicada en las coordenadas 29°51′10″N 94°52′53″O / 29.85278, -94.88139. Según la Oficina del Censo de los Estados Unidos, Mont Belvieu tiene una superficie total de 39.71 km², de la cual 38.87 km² corresponden a tierra firme y (2.14%) 0.85 km² es agua.

## Demografía
Según el censo de 2010, había 3.835 personas residiendo en Mont Belvieu. La densidad de población era de 96,56 hab./km². De los 3.835 habitantes, Mont Belvieu estaba compuesto por el 87.51% blancos, el 2.87% eran afroamericanos, el 0.91% eran amerindios, el 0.57% eran asiáticos, el 0.13% eran isleños del Pacífico, el 5.55% eran de otras razas y el 2.45% pertenecían a dos o más razas. Del total de la población el 12.46% eran hispanos o latinos de cualquier raza.